# بخش ریچلند (شهرستان گرنزی، اوهایو)
بخش ریچلند (به انگلیسی: Richland Township) یک منطقهٔ مسکونی در ایالات متحده آمریکا است که در شهرستان گرنزی، اوهایو واقع شده‌است.
 بخش ریچلند ۷۵٫۲ کیلومتر مربع مساحت و ۲٬۰۸۲ نفر جمعیت دارد و ۲۷۴ متر بالاتر از سطح دریا واقع شده‌است.